# 紫堇金玻璃介
紫堇金玻璃介（学名：Candocypria violalis）为真玻璃介科金玻璃介屬下的一个种。